# NM-116
NM-116 — норвежский лёгкий танк 1970-х годов, некоторыми источниками классифицируется также как истребитель танков. Представлял собой модернизированный вариант созданного в США в период Второй мировой войны лёгкого танка M24, состоявшего на вооружении Сухопутных войск Норвегии с конца 1940-х годов. В ходе модернизации NM-116 получил прежде всего более современное вооружение и силовую установку, а также ряд менее значительных модификаций.
Всего в 1975—1976 годах для норвежской армии было переоборудовано 54 NM-116, помимо этого, танк предлагался на экспорт, однако покупателей не нашёл. NM-116 поступали прежде всего на вооружение противотанковых подразделений бригад норвежской армии. На вооружении модернизированные танки оставались до начала 1990-х годов, когда поставки более современных ОБТ «Леопард» позволили Норвегии заменить ими устаревшие образцы, в том числе NM-116, которые были полностью сняты с вооружения к 1993 году.

## История создания и производства
В ходе воссоздания Сухопутных войск Норвегии после Второй мировой войны, ядро их бронетанковых сил составили поставленные из США по программе военной помощи в конце 1940-х — начале 1950-х годов лёгкие танки M24; в большинстве источников приводится цифра в 72 норвежских M24, хотя С. Залога приводит цифру в 123 танка. Позднее они в этой роли были сменены значительно более эффективными средними танками M48, полученными в 1950-х годах, и германскими «Леопардами», поставленными к 1971 году. Хотя Норвегия сохраняла M24 на вооружении и в целом давала им высокую оценку, к концу 1960-х годов общая устарелость танка побудила командование армии предпринять меры.
В 1967 году французская фирма Ingénieurs de Bourges предложила модернизацию M24 путём установки 90-мм пушки D/925 с низким давлением в канале ствола. Один M24 был переоборудован подобным образом и продемонстрирован французской армии, однако интерес к такому варианту модернизации проявила лишь Норвегия. В 1972 году норвежская армия приняла решение оставить на вооружении 54 M24 в качестве разведывательных и противотанковых машин, после их модернизации, включающей установку 90-мм пушки и новой силовой установки. Причиной для такого решения стало то, что армия по опыту эксплуатации была вполне довольна надёжностью и долговечностью M24, в то время как стоимость его модернизации, по расчётам, должна была составить лишь треть от стоимости закупки нового современного лёгкого танка.
Заказ на разработку проекта модернизации и переоборудование прототипа танка, предназначенного для исследования целесообразности программы, был выдан норвежской фирме Thune-Eureka. При модернизации танка фирмой была использована разработанная в США фирмой NAPCO силовая установка, состоявшая из дизельного двигателя 6V53T, применявшегося на бронетранспортёре M113A1, с полуавтоматической трансмиссией MT 650, заменившей оригинальную установку из пары автомобильных карбюраторных двигателей c АКП. Замена двигателя повлекла также установку увеличенных воздухозаборников в крыше моторного отделения. Танк был перевооружён 90-мм пушкой, разместившейся в старых противооткатных устройствах 75-мм пушки и получил новую СУО с лазерным дальномером и возможностью установки ночного прицела; одноплоскостной стабилизатор при этом был ликвидирован. Спаренный 7,62-мм пулемёт был заменён 12,7-мм, а для размещения необходимого боекомплекта дополнительная боеукладка была размещена на месте помощника водителя, чья курсовая пулемётная установка ликвидирована и закрыта броневой заглушкой. Модернизированный танк также получил башенную корзину, более эффективную систему отопления для эксплуатации в холодном норвежском климате, а также ряд других усовершенствований.
Испытания прототипа были начаты в январе 1973 года и после успешного их завершения модернизированный танк был принят на вооружение Сухопутных войск Норвегии под обозначением NM-116, после чего Thune-Eureka был выдан заказ на капитальный ремонт и переоборудование оставшихся M24. Первый серийный танк был сдан армии в январе 1975, а последний — в октябре 1976 года, всего по программе переоборудованы были 54 NM-116. По оценкам норвежских экспертов, стоимость модернизации NM-116 составила 1 млн. крон за единицу. Некоторое количество немодернизированных M24 при этом было оставлено на вооружении войск территориальной обороны. Помимо выпуска для норвежской армии, NM-116 заинтересовал фирму NAPCO, приобретшую для экспортных поставок лицензию на производство модернизационного комплекта. Комплект предлагался Греции и Тайваню, всё ещё сохранявшим на вооружении значительные количества M24. Однако Тайвань ограничился закупкой модернизированной силовой установки, которой была переоснащена по крайней мере часть его M24 в начале 1980-х годов, тогда как Греция предпочла попытаться осуществить подобную модернизацию своими силами, с использованием иного двигателя и трансмиссии.

## Конструкция
NM-116 имел классическую компоновку, с расположением моторного отделения в кормовой, объединённого отделения управления и трансмиссионного отделения — в лобовой и боевого отделения — в средней части танка. Экипаж танка состоял из четырёх человек: механика-водителя, командира, наводчика и заряжающего.

### Броневой корпус и башня
NM-116 имел дифференцированную противопульную бронезащиту. Корпус танка представлял собой жёсткую коробчатую несущую конструкцию, собранную при помощи сварки из катаных листов гомогенной броневой стали толщиной 10, 13, 19 и 25 мм. Лобовая часть корпуса имела клиновидную форму и состояла из верхнего и нижнего 25-мм бронелистов, расположенных под наклоном, соответственно, в 60° и 45° к вертикали. В поперечном сечении корпус имел трапециевидную форму с обратным наклоном бортовых листов в 12°; борта отделения управления и боевого отделения выполнялись из 25-мм листов, борта моторного отделения — из 19-мм. Корма корпуса также выполнялась из двух 19-мм листов: вертикального верхнего и расположенного под наклоном в 42° нижнего. Крыша корпуса собиралась из 13-мм бронелистов, тогда как днище имело толщину 13 мм в районе отделения управления и боевого отделения и 10 мм — в районе моторного отделения.
Башня NM-116 имела коническую форму с развитой кормовой нишей и заманом по всей окружности и смешанную конструкцию, состоявшую из литых деталей и катаных листов броневой стали, соединявшихся при помощи сварки. Лобовая часть башни представляла собой фасонную отливку сложной формы, имевшую толщину 38 мм и углы наклона от 0° до 60° и закрывалась литой маской орудия той же толщины, имевшей близкую к цилиндрической форму. Борта башни собирались из гнутых штампованных 25-мм бронелистов, расположенных под наклоном 25° с правого и 20° — с левого борта, тогда как кормовой бронелист, также имевший толщину 25 мм, располагался вертикально. Крыша башни собиралась из 13-мм листов, в кормовой и лобовой части расположенных под наклоном до 68°, командирская башенка выполнялась цельнолитой. На корме башни размещался небронированный ящик для ЗИП.
Для посадки и высадки механик-водитель располагал люком в крыше отделения управления, люки для остальных членов экипажа размещались в крыше башни: индивидуальный у заряжающего и общий для командира и наводчика — в командирской башенке; помимо этого, у базового M24 имелся люк в днище корпуса за сиденьем помощника водителя, но нет данных о том, мог ли он использоваться на NM-116, на котором место помощника водителя заняла боеукладка. Кроме этого, в кормовой части правого борта башни имелся лючок для стрельбы из личного оружия, который мог также использоваться заряжающим для выброса стреляных гильз. Доступ к моторному отделению осуществлялся через люки в его крыше и корме, помимо этого, для доступа к трансмиссии часть верхнего лобового бронелиста была выполнена съёмной. При модернизации NM-116 оснащался усовершенствованной системой отопления, что также включало перемещение аккумуляторов на место ликвидированных снарядных ящиков на пол боевого отделения, где они дополнительно обдувались горячим воздухом.
Танк оснащался стационарной автоматической системой ППО трёхкратного действия, предназначенной для тушения пожаров в моторном отделении. В состав системы входили три баллона с огнетушащим составом «Фреон 1301», один из которых разряжался автоматически при превышении заданной температуры в моторном отделении, а остальные два разряжались механиком-водителем вручную. Данных о замене средств пожаротушения в боевом отделении нет, но базовый M24 для этого комплектовался одним переносным углекислотным огнетушителем ёмкостью в 1,8 кг. Для маскировки танка на каждом борту башни устанавливались по четыре 76-мм дымовых гранатомёта германского производства.

### Вооружение
Основное вооружение NM-116 составляла 90-мм полугладкоствольная полуавтоматическая пушка D/925. Пушка имела ствол длиной 33 калибра / 2970 мм, снабжённый однокамерным дульным тормозом активного типа; концентрические противооткатные устройства пушки состояли из гидравлического тормоза отката и пружинного накатника, предельная длина отката составляла 305 мм. Максимальное давление в канале ствола D/925 составляло 120 МПа (1224 кг·см²).
Пушка размещалась в цапфах в лобовой части башни в спаренной с пулемётом установке M64, обеспечивавшей ей углы наведения в вертикальной плоскости от −10° до +15°, горизонтальная наводка осуществлялась поворотом башни. Нет данных, подвергались ли механизмы наведения модернизации, но базовый M24 имел только ручной винтовой механизм вертикального наведения с гидравлическим приводом поворота башни, обеспечивавшим максимальную скорость горизонтального наведения в 24 град/сек, а также дублирующим ручным.
Сведения о прицельных устройствах NM-116 скудны, однако упоминается, что замена пушки повлекла замену прицельных сеток, что указывает на сохранение прицелов базового танка. Базовый набор прицельных устройств M24 состоял из телескопического прицела M71G, имевшего увеличение 5×, и комбинированной установки из перископического M4A1 и телескопического M38A2, имевшей увеличение 1,44×. Для определения дальности NM-116 оборудовался лазерным дальномером LV3 фирмы Simrad Optronics, размещённым над стволом орудия. На танке предусматривалась возможность оборудования ночным прицелом, активного типа, работающего за счёт подвески инфракрасным прожектором, или пассивного, работающего за счёт усиления естественной ночной освещённости, но в стандартную комплектацию он не входили.
Боекомплект орудия составлял 41 унитарный выстрел с металлическими гильзами, со стабилизированными оперением кумулятивными, осколочно-фугасными и дымовыми снарядами, а также картечью. Часть выстрелов размещалась в боеукладках первой очереди в башенной корзине и нише башни, 20 располагались в боеукладке в правой половине отделения управления. Бронепробиваемость кумулятивного снаряда OCC F1 составляла 300—320 мм гомогенной стальной брони при угле встречи 90° и 120 мм — при угле встречи 30°. Картечь предназналась для ближней противопехотной обороны машины и использования против засад и имела максимальную эффективную дальность около 150 метров.
| Боеприпасы пушки D/925                           |               |                    |                    |                   |                                     |                  |                       |
| Тип снаряда                                      | Марка снаряда | Длина выстрела, мм | Масса выстрела, кг | Масса снаряда, кг | Масса ВВ, г                         | Марка взрывателя | Дульная скорость, м/с |
| Бронебойный кумулятивный оперённый, трассирующий | OCC F1        | 654                | 7,10               | 3,60              | 670                                 | G4C              | 750                   |
| Осколочно-фугасный оперённый, трассирующий       | OE F1         | 639                | 8,95               | 5,28              | 945                                 | FUIF2            | 640                   |
| Дымовой оперённый                                | OFUM F1       | 639                | 9,07               | 5,40              | 800 (белый фосфор)                  | н/д              | 640                   |
| Картечь                                          | ODR F1        | н/д                | н/д                | 4,00              | около 1100 шариковых свинцовых пуль | —                | н/д                   |
| Учебно-тренировочный оперённый, трассирующий     | BSCC F1       | 654                | 7,10               | 3,60              | —                                   | —                | 750                   |

Вспомогательное вооружение танка состояло из двух 12,7-мм пулемётов m/50, один из которых был размещён в спаренной с пушкой установке, а второй — в шкворневой турельной зенитной установке на корме башни. Помимо этого, ещё одна шкворневая установка для 12,7-мм пулемёта располагалась перед командирской башенкой: по одним данным, она была введена в ходе модернизации NM-116, по другим же — являлась стандартной модификацией, произведённой в США в конце 1940-х годов. Эффективная дальность стрельбы 12,7-мм пулемёта составляла около 1000 метров, предельная дальность прицельной стрельбы по крупным целям — около 1800 метров. Темп стрельбы m/50 составлял 400—500 выстрелов в минуту, боевая скорострельность — 70—200 выстрелов в минуту. Боекомплект пулемётов составлял 500 патронов в лентах в магазин-коробках.

### Средства наблюдения и связи
Базовые средства наблюдения на NM-116 модернизации не подвергались, за исключением ликвидации смотрового прибора помощника водителя и закрытия отверстия под него броневой заглушкой. Механик-водитель на марше мог вести наблюдение, сидя в люке, для чего его сиденье могло регулироваться по высоте, тогда как для обзора в бою ему служил призменный поворотный перископический смотровой прибор однократного увеличения M6, установленный в крышке люка. Командир также мог вести наблюдение через свой люк, тогда как для наблюдения за местностью в бою у него имелась командирская башенка с аналогичным прибором M6 в крышке люка, а также шестью эпископическими смотровыми приборами, расположенными по периметру башенки. Заряжающий каких-либо средств для наблюдения из-под брони не имел. Танк мог оборудоваться активными или пассивными приборами ночного видения для командира и механика-водителя, но как и ночной прицел, в стандартную комплектацию они не входили.
Для внешней связи NM-116 оснащался радиостанцией RT‑841/PRC‑77. RT‑841/PRC-77 представляла собой ультракоротковолновую трансиверную радиостанцию с мощностью радиопередатчика 1—4 Вт, оборудованную спектральным шумоподавителем. Радиостанция имела рабочий диапазон 30—75,95 МГц, состоящий из 920 фиксированных частот с шагом в 50 кГц, и обеспечивает связь с однотипной радиостанцией на расстоянии не менее 8 км. Для внутренней связи NM-116 оснащался танковым переговорным устройством.

### Двигатель и трансмиссия
NM-116 оснащался V-образным 6-цилиндровым двухтактным дизельным двигателем жидкостного охлаждения модели 6V53T фирмы Detroit Diesel. 6V53T имел турбонаддув и при рабочем объёме 5211 см³ развивал максимальную мощность в 275 л. с. при 2800 об/мин. и максимальный крутящий момент в 96 кГс·м (939 Н·м) при 1600 об/мин; в некоторых источниках мощность двигателя указывается в 250 л.с. Два топливных бака ёмкостью по 208 литров размещались в моторном отделении, работа двигателя осуществлялась на дизельном топливе марки F. 54 (летнее) или F. 56 (зимнее). Система охлаждения двигателя состояла из двух радиаторов с двумя осевыми регулируемыми вентиляторами с гидравлическим приводом, расположенными по бортам моторного отделения и четырёх масляных радиаторов. Для пуска при пониженных температурах двигатель оборудовался предпусковым подогревателем-отопителем.
NM-116 имел полуавтоматическую трансмиссию, в состав которой входили:
- Гидротрансформатор Model TC 370-2.4[23]
- Пятиступенчатая (5+1) коробка передач MT 650 фирмы Allison Transmission[англ.] с механизмом предварительного выбора передач;
- Редуктор с передаточным числом 1:1,22, обеспечивавший сопряжение скоростей коробки передач с механизмом поворота[1];
- Карданный вал, соединявший коробку передач с механизмом поворота;
- Механизм поворота по типу блокирующегося дифференциала;
- Ленточные бортовые тормоза;
- Однорядные бортовые передачи с шевронными шестернями, с передаточным числом 2,55:1;

### Ходовая часть
Ходовая часть NM-116 не подвергалась изменениям по сравнению с базовым танком и состояла с каждого борта из пяти двухскатных обрезиненных опорных катков диаметром 648 мм, трёх двухскатных обрезиненных поддерживающих катков, ленивца диаметром 572 мм с компенсационным механизмом и ведущего колеса переднего расположения со съёмными зубчатыми венцами. Подвеска опорных катков — индивидуальная, торсионная, с гидравлическими амортизаторами двухстороннего действия на четырёх первых и четырёх последних катках; в опции модернизационной программы входила также установка новых амортизаторов, но нет данных о её осуществлении.
Из оригинальных моделей гусениц для M24 на NM-116 использовались T85E1 — стальные, мелкозвенчатые, одногребневые, цевочного зацепления, с параллельным резинометаллическим шарниром и несъёмными резиновыми асфальтоходными подушками, шириной 419 мм и с шагом 140 мм, из 75 траков каждая. Помимо этого могли применяться гусеницы производства германской фирмы Diehl или шведской Hägglunds.

## Машины на базе
В дополнение к модернизации танков, норвежской армией было заказано переоборудование части оставшихся немодернизированными M24 в бронированные ремонтно-эвакуационные машины (БРЭМ) для поддержки противотанковых подразделений. Проект БРЭМ BK 710 был разработан норвежской фирмой Moelven Brug, на вооружение машина была принята под обозначением NM-130. При переоборудовании машины прошли замену силовой установки, аналогичную NM-116. Вместо башни на БРЭМ был установлен поворотный гидравлический кран с длиной стрелы 5 метров, грузоподъёмностью от 5 тонн на максимальном вылете стрелы до 11 тонн на минимальном в 1,8 метров; тяговое усилие лебёдки составляет 19 тонн. Помимо этого, БРЭМ оборудовалась бульдозерным ножом. Вооружение машины составляли курсовой и зенитный 7,62-мм пулемёты MG-3, экипаж состоял из трёх человек: механика-водителя, командира и крановщика. Всего для норвежской армии было переоборудовано восемь БРЭМ NM-130.

## Организационно-штатная структура и эксплуатация
В Сухопутных войсках Норвегии NM-116 поступали прежде всего на вооружение бригадных противотанковых эскадронов. В состав как мотопехотной бригады по штату 90, так и пехотной Type 78 входил один эскадрон смешанной организации, состоявший из двух взводов по четыре NM-116 или средних танка M48 в каждом и двух взводов по четыре истребителя танков (самоходных ПТРК) NM-142 в каждом; помимо этого в штабе эскадрона имелось два бронетранспортёра M113.
Изначально предполагалось, что NM-116 будут использоваться норвежской армией по меньшей мере до 1990-х — 2000-х годов, но коррективы в эти планы внесла международная обстановка. После заключения Договора об обычных вооружённых силах в Европе в 1990 году, Германия передала Норвегии 100 основных боевых танков «Леопард» из числа снятых с вооружения для выполнения условий договора. В сочетании с имевшимися 78 танками этого типа, поставки позволили Норвегии унифицировать свой танковый парк в пределах установленного договором ограничения в 170 единиц, заменив танки устаревших моделей, в том числе NM-116, которые были полностью сняты с вооружения в 1992—1993 годах.

## Оценка проекта
Модернизация NM-116 оценивалась специалистами как удачное решение, позволившее норвежской армии получить недорогую, но достаточно эффективную противотанковую систему, хотя из-за общей устарелости базового шасси M24 интереса на международном рынке вооружений модернизация не вызвала. Несмотря на то, что по меркам 1970-х годов NM-116 обладал ограниченной ценностью в качестве разведывательной машины из-за невысокой для этих лет подвижности — несмотря на оснащение новым двигателем, возрос в основном запас хода, тогда как максимальная скорость осталась сравнительно невысокой, удельная мощность уступала даже основным боевым танкам, а немногим меньшее, чем у последних удельное давление на грунт ограничивало проходимость — отсутствия амфибийности и приборов ночного видения, противотанковые возможности танка, считавшиеся недостаточными уже в 1950-е годы, значительно возросли в результате модернизации.
Для массы M24, 90-мм пушка D/925 по меркам 1970-х годов являлась сравнительно лёгким вооружением — аналогичным орудием оснащались и бронеавтомобили AML H.90 массой в 5,5 тонн, однако вследствие малых размеров базового шасси, его вооружение более мощной и крупногабаритной артиллерийской системой, изучавшееся ещё с конца 1940-х годов являлось проблематичным. Новая 90-мм пушка, уместившаяся в противооткатных устройствах 75-миллиметровой, по размерам была близка к ней, в том числе и по длине выстрелов, и имела аналогичные показатели дульной энергии, однако её противотанковые возможности были значительно выше за счёт применения снарядов нового типа — оперённых кумулятивных.
Бронепробиваемость 90-мм снаряда OCC F1 позволяла ему уверенно поражать основные советские средние танки Т-54/55 и Т-62, как и бортовую броню любых танков, однако со времени вступления NM-116 в строй его эффективность как противотанкового средства неуклонно снижалась продолжавшимся массовым перевооружением Советской Армии танками нового поколения Т-64, Т-72 и Т-80 с комбинированным бронированием, а с 1983 года — и модернизированными танками Т-55 и Т-62, малоуязвимыми в лобовой проекции для D/925. Помимо этого, D/925, несмотря на наличие эффективного лазерного дальномера, вследствие сравнительно невысокой начальной скорости и малой массы снаряда значительно уступала в точности стрельбы по бронецелям, особенно на значительных дистанциях и по движущимся целям, обычным танковым орудиям с начальной скоростью кумулятивного снаряда 900—1000 м/с и более — её эффективная дальность не превышала 1100 метров.

## Комментарии
1. ↑  В источниках не уточняется, какой лёгкий танк имелся в виду, но на 1972 год из реально доступных вариантов в производстве находились лишь австрийский SK-105, британский «Скорпион», а также на стадии подготовки к производству находился шведский Ikv 91
2. ↑  По советской терминологии — стрелка-радиста
3. ↑  Полугладкоствольными или псевдогладкоствольными в литературе называются нарезные орудия, имеющие крутизну нарезов менее 1°; по общей особенности существующие орудия этого типа называются также пушками низкого давления
4. 1 2  Смесь из 60 % гексогена и 40 % тринитротолуола
5. ↑  Донный пьезоэлектрический взрыватель мгновенного действия
6. 1 2  Головной взрыватель мгновенного действия, срабатывающий при прямом попадании или скользящем ударе
7. ↑  Хотя трассёр пули M17 выгорает уже после приблизительно 1450 метров
8. ↑  Это касалось и ранних модификаций Т-72 с монолитным бронированием башни толщиной 420—440 мм в лобовой части